# Torre del Campanar de l'Església de Santo Tomé
La Torre del Campanar de l'Església de Santo Tomé és la torre de l'església de Sant Tomàs Apóstol, a la localitat de Santo Tomé, província de Jaén (Andalusia, Espanya). Va ser construïda cap a l'any 1348, probablement sobre restes islàmiques anteriors. L'església va ser adossada a aquesta construcció militar cristiana a principis del segle XIV.

## Descripció
La seva planta és rectangular, gairebé quadrada, de 8,70 metres en el costat que dona a la plaça, quedant estructurada en planta baixa i altres dues plantes més. La torre, que conserva els seus trets gòtics, és de paredat amb filades regulars i carreus a les cantonades, quedant coberta amb teulada. 

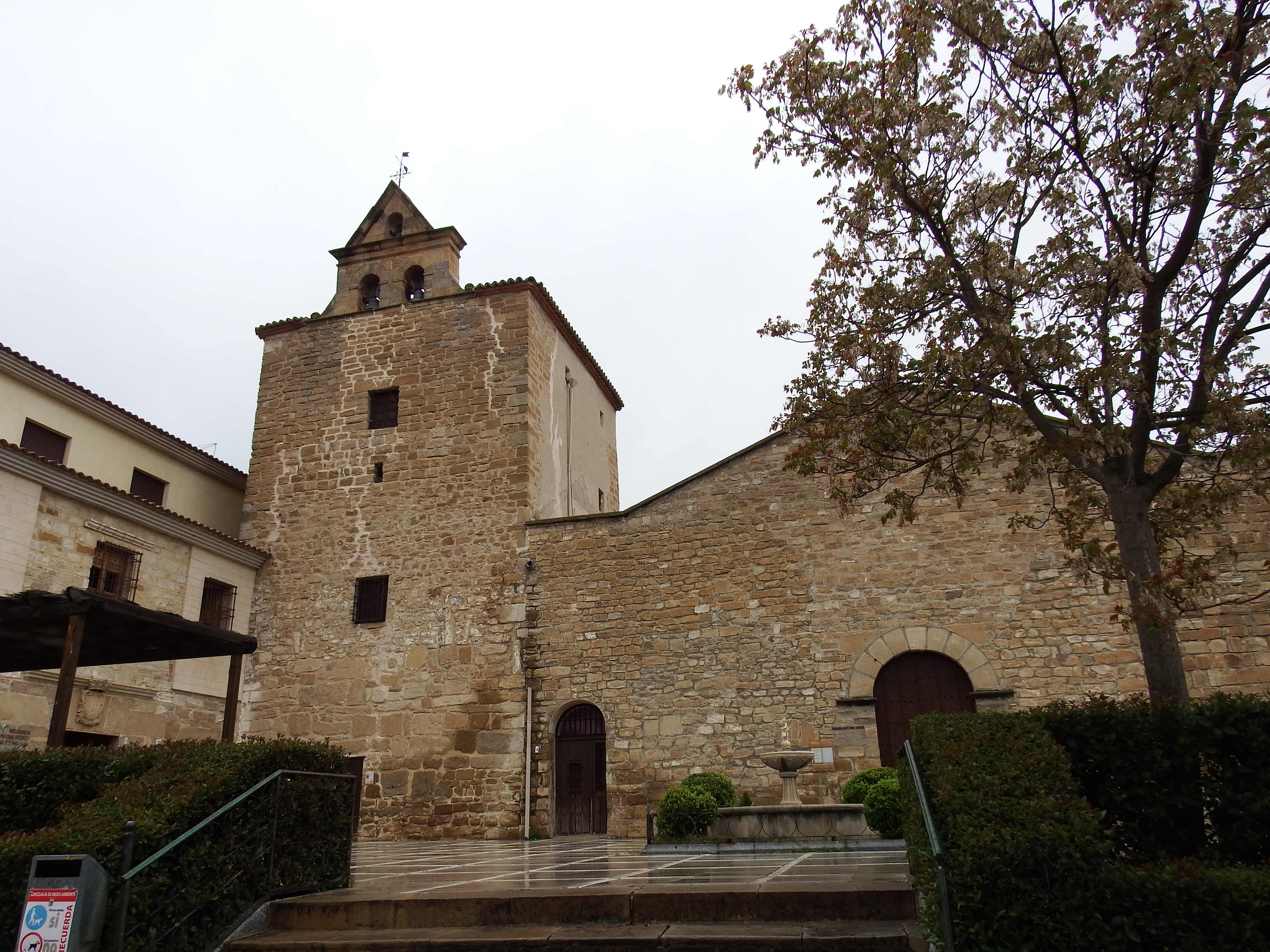
Vista de torre i de l'església de Sant Tomàs Apóstol

Està envoltada per construccions circumdants que deixen visibles dos dels seus costats, el que dona a la plaça i l'oposat. S'accedeix per una petita porta que està a nivell del carrer. Posseeix a més tres buits en aquest costat frontal, dos d'ells clarament ampliats en època posterior i un original, cap a la meitat de la façana, en espitllera.
Al segle xviii hauria estat coronada amb una espadanya de pedra dividida en dos cossos que alberguen les campanes. L'inferior presenta dos buits de mig punt i, sobre la cornisa, un frontó triangular acull un altre buit més de menors dimensions. Aquesta nova funció de la torre com a campanar de l'església que se situa al costat d'ella, va poder salvar-la de la ruïna i la desaparició.
L'edifici va ser consolidat el 1947 dins del programa de Regions Devastades i restaurat recentment.

## Història
La torre sobre la qual es va conformar el campanar de l'Església de Santo Tomé, situada a 500 metres sobre el nivell del mar, va ser construïda cap a 1348 per Pedro Díaz de Toledo, sota el mandat de l'Arquebisbe de Toledo, Pedro González de Palomeque, tot i que no resulta descartable que es construís sobre restes islàmiques anteriors.